# Вали-ду-Ипожука (микрорегион)

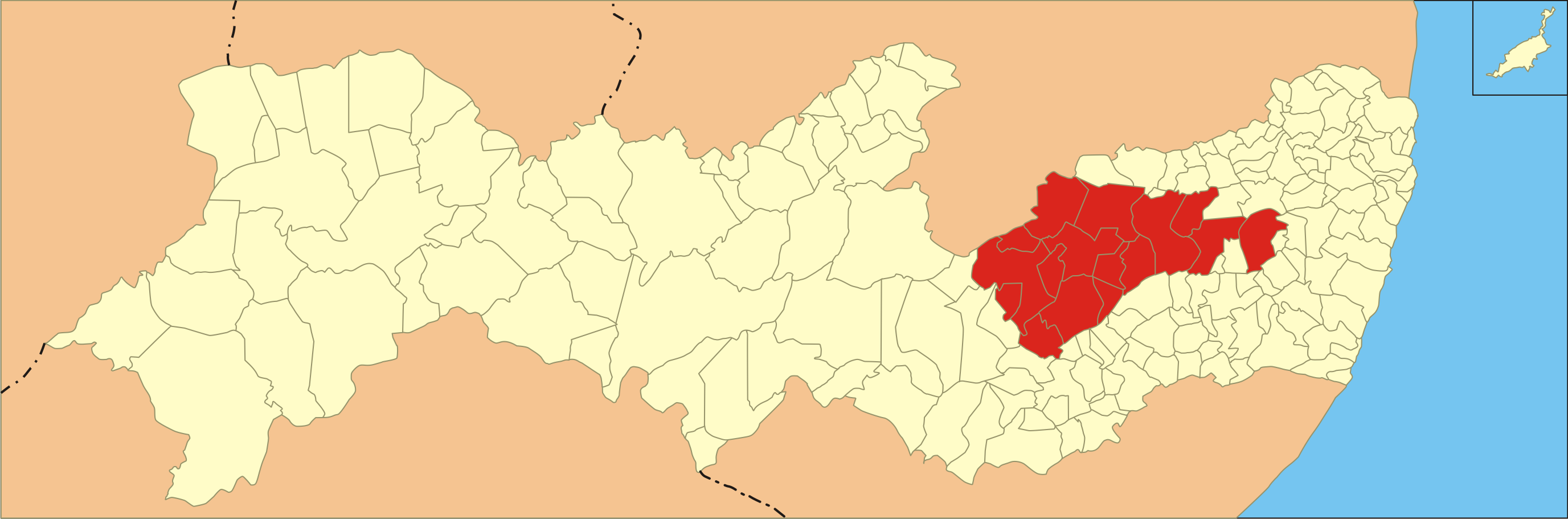
Вали-ду-Ипожука на карте.

Вали-ду-Ипожука (порт. Microrregião do Vale do Ipojuca) — микрорегион в Бразилии, входит в штат Пернамбуку. Составная часть мезорегиона Сельскохозяйственный район штата Пернамбуку.
Население составляет 	852 171	 человек (на 2010 год). Площадь — 	7872,007	 км². Плотность населения — 	108,25	 чел./км².

## Демография
Согласно сведениям, собранным в ходе переписи 2010 г. Национальным институтом географии и статистики (IBGE), население микрорегиона составляет:						
| Полное население                             | Полное население                             | Полное население                             | Полное население                             | 852 171 |
| -------------------------------------------- | -------------------------------------------- | -------------------------------------------- | -------------------------------------------- | ------- |
| в том числе:                                 | Городское население                          | 664 931                                      | Процент городского населения, %              | 78,03   |
|                                              | Сельское население                           | 187 240                                      | Процент сельского населения, %               | 21,97   |
|                                              | Мужское население                            | 410 906                                      | Процент мужского населения, %                | 48,22   |
|                                              | Женское население                            | 441 265                                      | Процент женского населения, %                | 51,78   |
| Плотность населения, чел/км²                 | Плотность населения, чел/км²                 | Плотность населения, чел/км²                 | Плотность населения, чел/км²                 | 108,25  |
| Население микрорегиона в % к населению штата | Население микрорегиона в % к населению штата | Население микрорегиона в % к населению штата | Население микрорегиона в % к населению штата | 9,69    |

## Состав микрорегиона
В составе микрорегиона  включены следующие муниципалитеты:
1. Алагоинья
2. Белу-Жардин
3. Безеррус
4. Бон-Жардин
5. Брежу-да-Мадри-ди-Деус
6. Кашуэйринья
7. Капуэйрас
8. Каруару
9. Гравата
10. Жатауба
11. Пескейра
12. Посан
13. Риашу-дас-Алмас
14. Саньяро
15. Сан-Бенту-ду-Уна
16. Сан-Каэтану
17. Такаймбо